# Liste der Biografien/Mick
Liste der Biografien |
Portal Biografien |
Personensuche
# |
A |
B |
C |
D |
E |
F |
G |
H |
I |
J |
K |
L |
M |
N |
O |
P |
Q |
R |
S |
T |
U |
V |
W |
X |
Y |
Z |
?
 
Ma |
Mb |
Mc |
Md |
Me |
Mf |
Mg |
Mh |
Mi |
Mj |
Mk |
Ml |
Mm |
Mn |
Mo |
Mp |
Mq |
Mr |
Ms |
Mt |
Mu |
Mv |
Mw |
Mx |
My |
Mz
 
Mia |
Mib |
Mic |
Mid |
Mie |
Mif |
Mig |
Mih–Mik |
Mil |
Mim |
Min |
Mio |
Mip |
Miq |
Mir |
Mis |
Mit |
Miu |
Miv |
Miw |
Mix |
Miy |
Miz
 
Mica |
Micc |
Mice |
Micf |
Mich |
Mici |
Mick |
Micl |
Mico |
Micr |
Micu |
Micy
Die Liste der Biografien führt alle Personen auf, die in der deutschsprachigen Wikipedia einen Artikel haben. Dieses ist eine Teilliste mit 83 Einträgen von Personen, deren Namen mit den Buchstaben „Mick“ beginnt.

## Mick
- Mick, Christoph (* 1988), italienischer Snowboarder
- Mick, Elisabeth (* 1947), deutsche Autorin und Museumspädagogin
- Mick, Ernst Wolfgang (1926–2004), deutscher Kunsthistoriker
- Mick, Günter (* 1941), deutscher Sachbuchautor und Journalist
- Mick, Hans-Christian (* 1981), deutscher Kommunal- und Landespolitiker (FDP), MdL
- Mick, Josef (1914–1978), deutscher Politiker (CDU), MdB
- Mick, Jürgen (* 1963), österreichischer Comiczeichner und Illustrator

### Micka
- Micka, Daniel (* 1963), tschechischer Schriftsteller und Übersetzer
- Micka, Herbert (1917–2002), deutscher Arzt
- Mičkal, Pavel (* 1984), tschechischer Handballspieler
- Mickan, Bernd (* 1953), deutscher Fußballspieler
- Mickan, Eric (* 1985), deutscher Moderator und Redakteur in der ARD
- Mickawy, Zeina (* 1998), ägyptische Squashspielerin

### Micke
- Micke, Frank (* 1960), deutscher Radrennfahrer
- Micke, Wilfried (1943–2018), deutscher Tischtennisspieler
- Micke, Winfried (* 1938), deutscher Fußballspieler
- Mickeal, Pete (* 1978), US-amerikanischer Basketballspieler
- Mickein, Dieter (* 1944), deutscher Radrennfahrer
- Mickel, Finlay (* 1977), britischer Skirennläufer
- Mickel, Karl (1935–2000), deutscher Lyriker, Dramatiker und Essayist
- Mickel, Tom (* 1989), deutscher Fußballtorhüter
- Mickel, Wolfgang W. (1929–2005), deutscher Politikwissenschaftler
- Mickel-Göttfert, Veronika (* 1978), österreichische Politikerin (ÖVP), Bezirksvorsteherin im 8. Wiener Gemeindebezirk Josefstadt
- Mickelborg, Finn (1932–2007), dänischer Maler und Jazzmusiker
- Mickels, Joy-Lance (* 1994), deutscher Fußballspieler
- Mickels, Joy-Slayd (* 1994), deutscher Fußballspieler
- Mickels, Leroy (* 1995), deutsch-kongolesischer Fußballspieler
- Mickelson, George S. (1941–1993), US-amerikanischer Politiker
- Mickelson, George Theodore (1903–1965), US-amerikanischer Jurist und Politiker
- Mickelson, Nicholas (* 1999), norwegisch-thailändischer Fußballspieler
- Mickelson, Phil (* 1970), US-amerikanischer GolfspielerPhil Mickelson (* 1970)

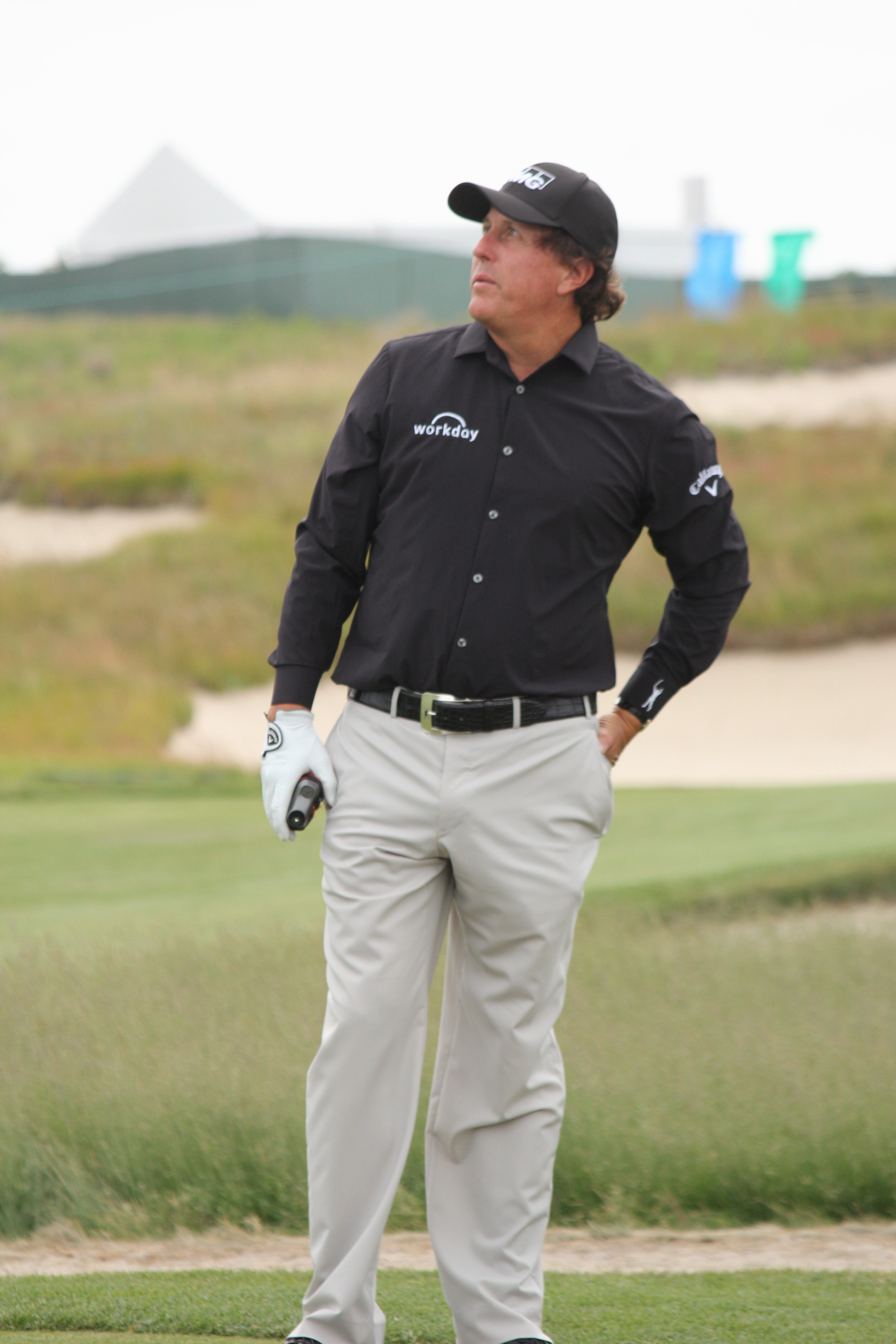
Phil Mickelson (* 1970)

- Mickelson, Timothy (1948–2017), US-amerikanischer Ruderer
- Mickelwait, Laila (* 1982), US-amerikanische Anwältin, Aktivistin und Autorin gegen Menschenhandel
- Mickenbecker, Johannes (* 1997), deutscher YouTuber
- Mickenbecker, Philipp (1997–2021), deutscher YouTuber
- Mickenhagen, Julia (* 2005), deutsche Fußballspielerin
- Mickens, Darrell (* 1968), US-amerikanisch-deutscher Basketballspieler
- Micker, Jan († 1664), niederländischer Maler
- Mickevičius, Juozas (1900–1984), litauischer Historiker und Museumsleiter
- Mickevičius, Juozas (1907–1974), litauischer Bildungs- und Erziehungswissenschaftler und Hochschullehrer
- Mickevičius-Kapsukas, Vincas (1880–1935), litauischer KP-Führer und Regierungschef
- Mickevičs, Romāns (* 1993), lettischer Fußballspieler
- Mickey, J. Ross (1856–1928), US-amerikanischer Politiker
- Mickey, John H. (1845–1910), US-amerikanischer Politiker

### Micki
- Mickiewicz, Adam (1798–1855), polnischer Dichter der RomantikAdam Mickiewicz (1798–1855)

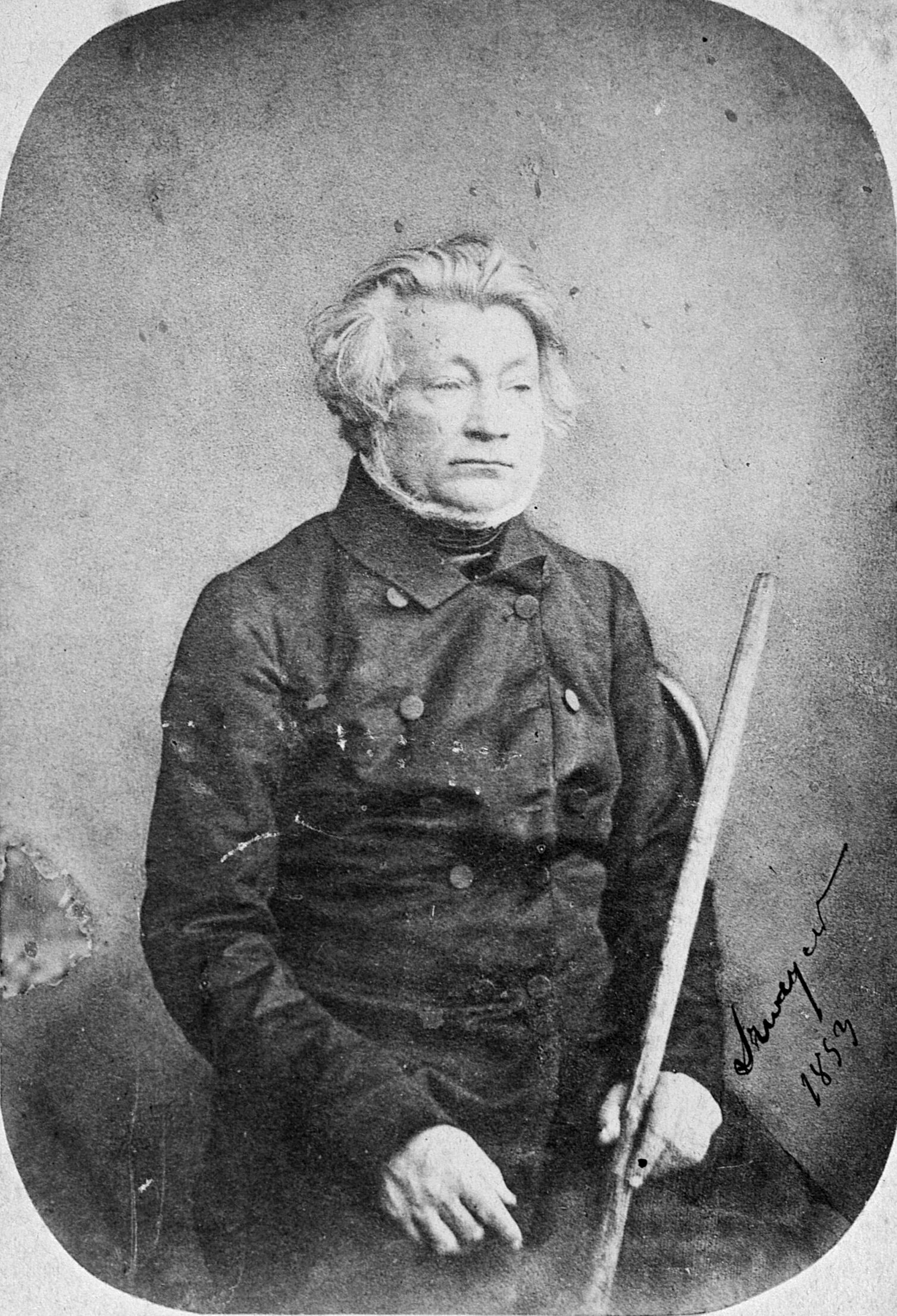
Adam Mickiewicz (1798–1855)

- Mickiewicz, Iwona (* 1963), polnische Lyrikerin, Kustodin und Herausgeberin
- Mickiewicz, Jacek (* 1970), polnischer Radrennfahrer
- Mickin, Walter (1910–2001), deutscher Architekt und Widerstandskämpfer
- Mickinn, Hans (1908–1981), deutscher Parteifunktionär (SED)
- Mickis, Matas (1896–1960), litauischer Agronom, Professor und Politiker
- Mickisch, Stefan (1962–2021), deutscher PianistStefan Mickisch (1962–2021)

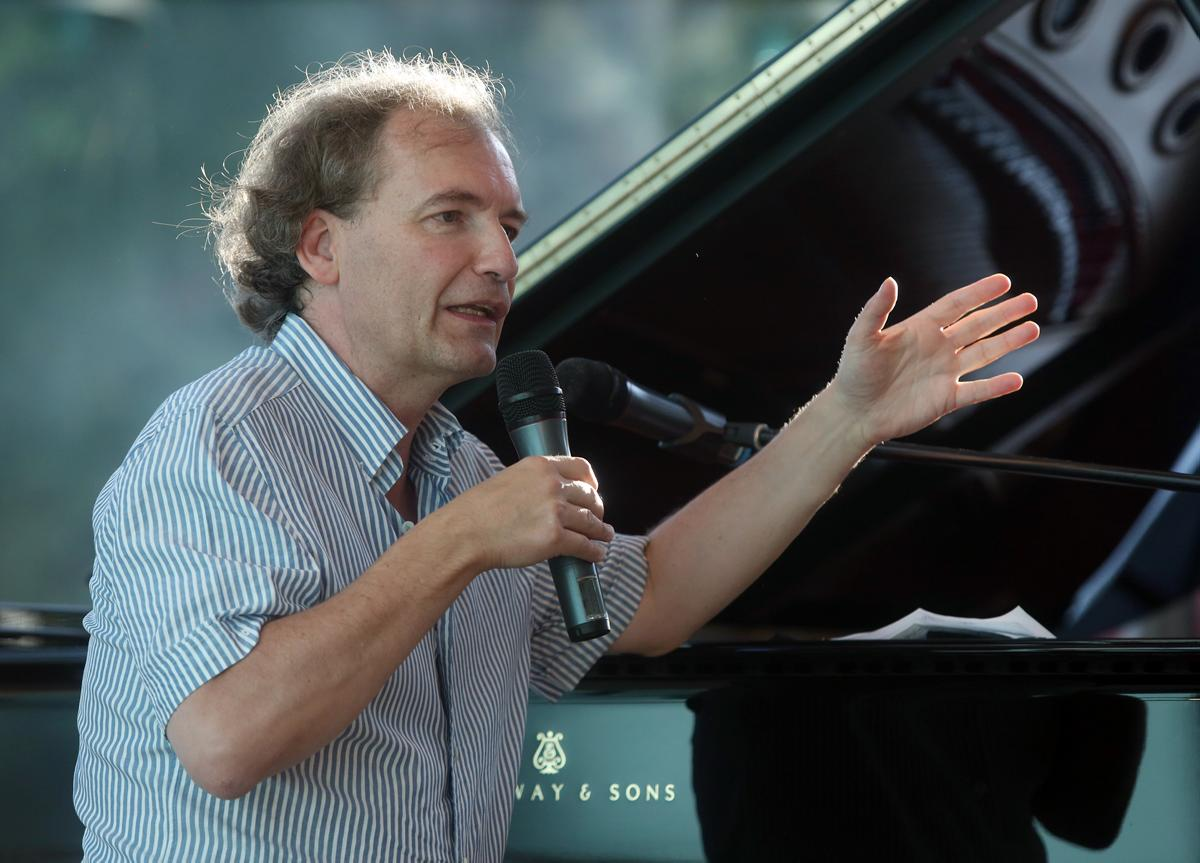
Stefan Mickisch (1962–2021)

### Mickl
- Mickl, Johann (1893–1945), österreichischer Offizier, zuletzt Generalleutnant der Panzertruppe der deutschen Wehrmacht
- Mickl, Josef (1885–1965), österreichischer Luftfahrt- und Maschinenbauingenieur sowie Pilot
- Mickl, Quirin (1711–1767), Abt von Hohenfurt (1747 bis 1767)
- Mickle, Andrew H. (1805–1863), US-amerikanischer Politiker
- Mickle, Gerald St. C. (1899–1972), US-amerikanischer Offizier, Brigadegeneral der US-Army
- Mickle, Jack P. (1925–2006), US-amerikanischer Politiker
- Mickle, Jim (* 1979), US-amerikanischer Filmregisseur, Drehbuchautor und Filmeditor
- Mickle, Kimberley (* 1984), australische Speerwerferin
- Mickler, Georg (1892–1915), deutscher Leichtathlet und Olympiateilnehmer
- Mickler, Otfried (* 1940), deutscher Soziologe
- Mickler-Becker, Ingrid (* 1942), deutsche Leichtathletin und Olympiasiegerin
- Micklethwait, John (* 1962), englischer Journalist
- Mickley, Georg (1816–1889), deutscher Orgelbauer in Freienwalde
- Micklitz, Hans-Wolfgang (* 1949), deutscher Jurist
- Micklitz, Julius (1821–1885), österreichischer Förster und Schriftsteller
- Micklitz, Robert (1818–1898), österreichischer Forstwissenschaftler
- Micklitz, Theodor Hugo (1856–1922), österreichischer Forstwissenschaftler

### Micko
- Micko, Heinrich (1899–1969), österreichischer Schriftsteller und Heimatdichter
- Micko, Lena (* 1955), schwedische Politikerin
- Mickoleit, Gerhard (1931–2023), deutscher Zoologe und Hochschullehrer
- Mickoleit, Kurt (1874–1911), deutscher Schriftsteller
- Mickos, Mårten (* 1962), finnischer Manager, Senior Vice President von Sun Microsystems
- Mickoski, Hristijan (* 1977), nordmazedonischer Politiker (VMRO-DPMNE) und MaschinenbauingenieurHristijan Mickoski (* 1977)

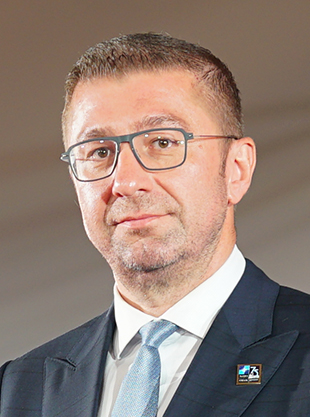
Hristijan Mickoski (* 1977)

- Mićković, Florijan (1935–2021), bosnisch-kroatischer Bildhauer

### Micks
- Micksch, Jürgen (* 1941), deutscher evangelischer Theologe und Soziologe

### Micku
- Mickus, Benediktas (* 1997), litauischer Leichtathlet

### Mickw
- Mickwausch, Günther (1908–1990), deutscher Industrieformgestalter und Gebrauchsgrafiker
- Mickwausch-Reiner, Käthe (1909–2011), deutsche Gebrauchsgrafikerin
- Mickwitz, Carl Ferdinand (1811–1880), deutschbaltischer Pädagoge, Dichter und Zensor
- Mickwitz, Gerhard von (1929–2020), deutscher Veterinärmediziner und Hochschullehrer
- Mickwitz, Gunnar (1906–1940), finnischer Wirtschafts- und Sozialhistoriker

### Micky
- Micky (* 1943), spanischer Schlagersänger und Schauspieler